# Église Saint-Pierre-et-Saint-Paul de Germigny
Pour les articles homonymes, voir Église Saint-Pierre-et-Saint-Paul.
L'église de Germigny est une église située à Germigny, en France.

## Localisation
L'église est située dans le département français de l'Yonne, sur la commune de Germigny.

## Historique
L'édifice est classé au titre des monuments historiques en 1929.